# Psammogorgia gracilis
Psammogorgia gracilis is een zachte koraalsoort uit de familie Plexauridae. De koraalsoort komt uit het geslacht Psammogorgia. Psammogorgia gracilis werd in 1868 voor het eerst wetenschappelijk beschreven door Verrill. 